# White Noise (bài hát của Linkin Park)
White Noise là một bài hát của các nhạc sĩ rock người Mỹ Chester Bennington, Dave Farrell, Joe Hahn và Mike Shinoda đến từ ban nhạc Linkin Park. Bài hát được phát hành vào ngày 17 tháng 10 năm 2014 nhờ hãng đĩa Warner Bros. Records và Machine Shop Records.
Bài hát được phát hành trong đợt quảng bá cho bộ phim chính kịch Mỹ năm 2014 tên là Mall, được dựa trên cuốn tiểu thuyết được sáng tác bởi Eric Bogosian. Bài hát là một trong 4 bản demo chưa được phát hành của Linkin Park nằm trong nhạc phim điện ảnh gốc cùng tên của bộ phim.

## Hoàn cảnh
Bài hát thực ra là một bản demo chưa phát hành được sáng tác ra trong các buổi thu âm album phòng thu thứ 6 của Linkin Park, The Hunting Party. Vào ngày 15 tháng 10 năm 2014, ban nhạc đã xác nhận bài hát sẽ được góp mặt trong phần danh đề mở đầu của Mall. Vào ngày 17 tháng 10, bài hát đã có sẵn để tải xuống miễn phí thông qua trang web Mall chính thức với tư cách là đĩa đơn quảng bá. Trong một cuộc phỏng vấn Joe Hahn nói rằng bản nhạc đã được hoàn thành trước khi bắt đầu thu âm album.

## Biên soạn
Trong một bài báo của Loudwire, bài hát được mô tả là có các âm đoạn piano đồ chơi rất đặc trưng ở một số phần, giọng hát nặng đô quen thuộc của ca sĩ chính Chester Bennington và nhịp điệu nhanh. Shinoda tại buổi ra mắt bộ phim đã mô tả quá trình làm ra âm nhạc: Hahn đã chọn 10 bản demo trong suốt sự nghiệp của Linkin Park để làm bước đầu cho phần âm nhạc trong phim. Ông nhớ lại những lựa chọn bản demo chưa được phát hành của Hahn giống những bản nhạc 'thô' và 'dòng tâm thức' hơn, vì thế rất phù hợp trong việc xây dựng cho phim Mall.

## Danh sách ca khúc
| Tải xuống kỹ thuật số | Tải xuống kỹ thuật số | Tải xuống kỹ thuật số                                 | Tải xuống kỹ thuật số | Tải xuống kỹ thuật số |
| STT                   | Nhan đề               | Sáng tác                                              | Nhà sản xuất          | Thời lượng            |
| --------------------- | --------------------- | ----------------------------------------------------- | --------------------- | --------------------- |
| 1.                    | "White Noise"         | Chester Bennington Dave Farrell Joe Hahn Mike Shinoda | Mike Shinoda          | 3:05                  |

## Lịch sử phát hành
| Vùng lãnh thổ | Ngày                      | Định dạng             | Hãng đĩa                   |
| ------------- | ------------------------- | --------------------- | -------------------------- |
| Thế giới      | Ngày 17 tháng 10 năm 2014 | Tải xuống kỹ thuật số | Warner Bros. Machine Shop. |